# 150年代
| 千纪： | 1千纪                                                                                  |
| 世纪： | 1世纪 \| 2世纪 \| 3世纪                                                                |
| 年代： | 120年代 \| 130年代 \| 140年代 \| 150年代 \| 160年代 \| 170年代 \| 180年代              |
| 年份： | 150年 \| 151年 \| 152年 \| 153年 \| 154年 \| 155年 \| 156年 \| 157年 \| 158年 \| 159年 |

## 大事记
- 东汉梁冀专权，汉桓帝诛杀梁冀
- 佛教分为大乘佛教、上座部佛教
- 德意志人來到喀尔巴阡山脉和黑海地区定居

## 出生
- 曹操（155年出生）

## 逝世
- 梁妠（150年去世）
- 梁冀（159年去世）